# 主任審査官
主任審査官（しゅにんしんさかん。Supervising Immigration Inspector）は、日本における国家公務員の役職名の一つ。出入国管理及び難民認定法（入管法）第12条第11号に規定されており、法務大臣が上級の入国審査官から指定する。
主な職務としては、仮上陸の許可（第13条）、収容令書の発付（第39条第2項）、退去強制令書の発付（第47条第5項、第48条第9項、第49条第6項、第51条）、自費出国の許可（第52条第4項）、仮放免の許可（第54条第2項）、出国命令（第55条の3）などを担当する。

## 主任審査官に指定される者
法務省訓令（大臣訓令）に基づき、次の役職にある入国審査官が指定される。同じく入国審査官の中から選ばれる特別審理官及び難民調査官が一定の職務の級以上の者の中から選抜して指定されるのに対し、主任審査官は次に掲げる者全員が必ず指定を受けることとなっている。
- 地方出入国在留管理局長及び次長
- 地方出入国在留管理局支局長、支局次長及び支局審査監理官
- 地方出入国在留管理局首席審査官（東京出入国在留管理局にあっては違反審査担当の首席審査官に、名古屋出入国在留管理局、大阪出入国在留管理局、広島出入国在留管理局及び福岡出入国在留管理局にあっては審判担当の首席審査官にそれぞれ限る。）
- 地方出入国在留管理局支局首席審査官（東京出入国在留管理局横浜支局にあっては審判担当の首席審査官に限る。）
- 地方出入国在留管理局出張所長（次に掲げる出張所に限る。）
  - 札幌出入国在留管理局管下 - 千歳苫小牧出張所（首席審査官）
  - 東京出入国在留管理局管下 - 水戸出張所、宇都宮出張所、高崎出張所、さいたま出張所（首席審査官）、千葉出張所（首席審査官）、新宿出張所（首席審査官）、東部出張所、立川出張所、新潟出張所
  - 名古屋出入国在留管理局管下 - 静岡出張所
  - 大阪出入国在留管理局管下 - 京都出張所
  - 広島出入国在留管理局管下 - 松江出張所、下関出張所
  - 福岡出入国在留管理局管下 - 博多港出張所、福岡空港出張所（首席審査官）、長崎出張所、対馬出張所、鹿児島出張所
- 地方出入国在留管理局支局出張所長（次に掲げる出張所に限る。）
  - 福岡出入国在留管理局那覇支局管下 - 那覇空港出張所、石垣港出張所、嘉手納出張所、宮古島出張所
- 東京出入国在留管理局新宿出張所統括審査官

（2009年1月9日現在）
また、入国審査官ではないが、入国者収容所長（官職は法務事務官）も、入管法上、主任審査官と同様の権限の一部を有するものとされている。